# Programa Mariner

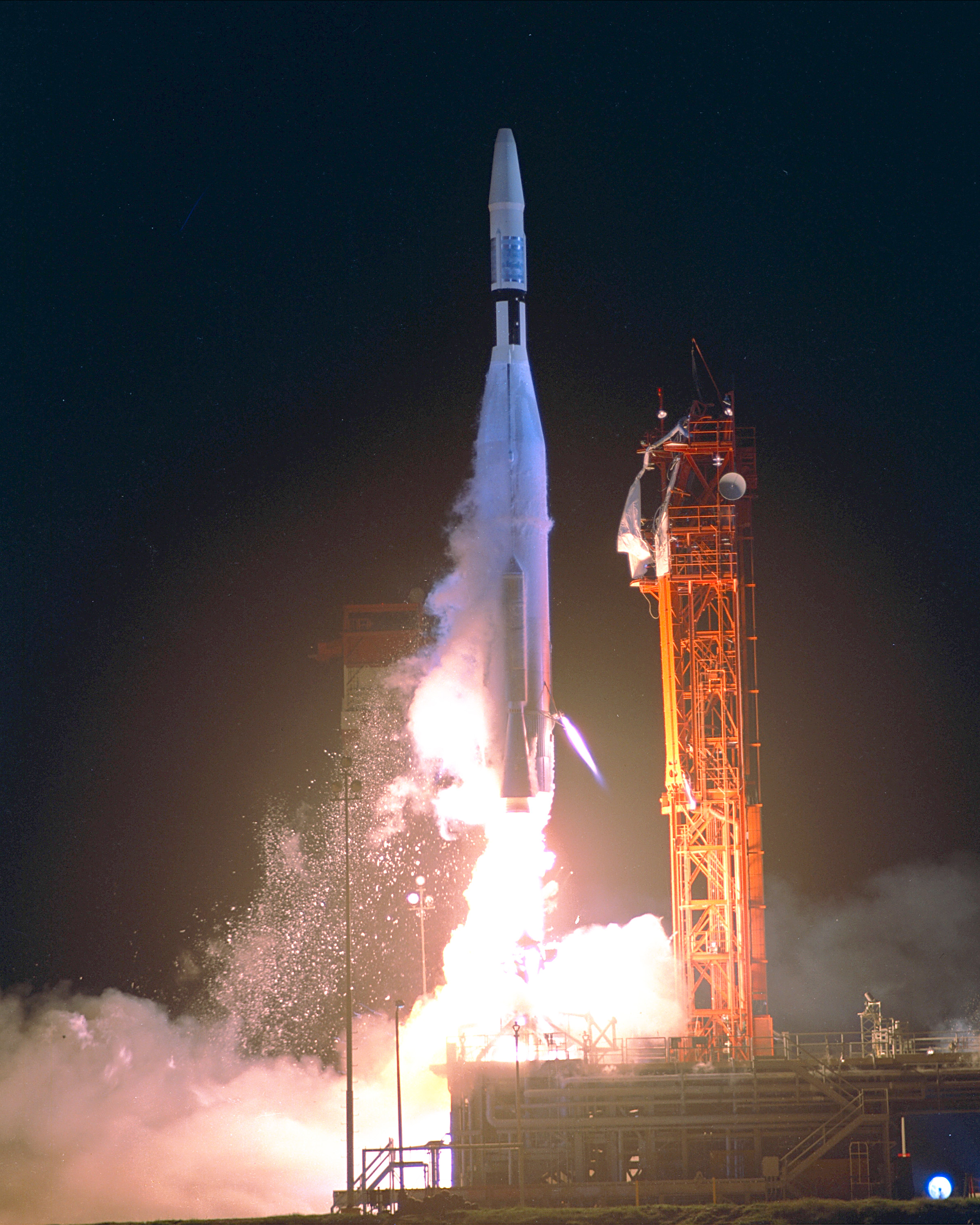
Lançamento da Mariner 1 em 1962

Programa Mariner foi o primeiro programa de exploração interplanetária Norte americano, desenvolvido pela NASA, com o objectivo de explorar os planetas interiores. O programa foi desenhado em função de um conjunto de objectivos, nomeadamente a exploração faseada de Marte, Vénus e Mercúrio. Para isso, foram desenvolvidas cinco missões distintas utilizando dez sondas - utilizando um sistema de redundância - e em que três não conseguiram completar a missão.
A primeira missão que teve sucesso foi a Mariner 2, lançada em 1962, e que passou por Vênus, obtendo dados sobre as condições atmosféricas do planeta. A Mariner 4, enviada em 1964, enviou as primeiras fotos de Marte. Mercúrio recebeu a visita da Mariner 10, que enviou informações sobre o planeta mais próximo do Sol, em 1973.
Uma das curiosidades das missões foi a descoberta de um majestoso vulcão com 27 km de altura, denominado "Monte Olimpo", pela sonda Mariner 9, onde o astrônomo italiano Giovanni Schiaparelli (1835-1910) observou por telescópio a região de maior brilho na superfície de Marte. Dados coletados pela sonda foram divulgados por cientistas da NASA, em 1985, revelando a grande probabilidade de existir água na forma líquida a grandes profundidades no subsolo de Marte, em depósitos maiores que os encontrados nos polos, onde a mesma Mariner 9 encontrou água congelada sob uma camada de gelo de CO2 (Neve Carbónica).

## Missões
As missões da série Mariner foram as seguintes:
- 22/07/1962 - Mariner 1 - (Vénus) - Lançamento sem sucesso.
- 27/08/1962 - Mariner 2 - (Vénus) - A nave passou a 35 mil km de Vênus em 14 de dezembro de 1962, enviando informações da atmosfera.
- 05/11/1964 - Mariner 3 - (Marte) - Missão sem sucesso.
- 28/11/1964 - Mariner 4 - (Marte) - A nave passou a 9 920 km de Marte. Fotografou 22 vezes a superfície marciana.
- 14/06/1967 - Mariner 5 - (Vênus) - A sonda sobrevoou Vênus em 19 de outubro de 1967, coletando e transmitindo informações (Inicialmente era uma cópia de Segurança da Mariner 4)
- 25/02/1969 - Mariner 6 - (Marte) - A missão passou por Marte em 31 de julho de 1969, tirando fotos e analisando a composição e pressão. atmosférica
- 27/03/1969 - Mariner 7 - (Marte) - Sobrevoou o polo sul de Marte. Tirou 126 fotos dessa região.
- 18/05/1971 - Mariner 8 - (Marte) - Lançamento sem sucesso.
- 30/05/1971 - Mariner 9 - (Marte) - Primeiro satélite artificial a entrar em órbita do planeta Marte, em 13 de novembro de 1971, após 167 dias de viagem.
- 03/11/1973 - Mariner 10 - (Mercúrio) - Primeira nave enviada a Mercúrio. Além de cumprir seu objetivo principal, enviou dados sobre Vênus e também sobre o cometa Kohoutek.